# Cratere Alphonsus
Alphonsus è un antico cratere lunare di periodo pre-Nettariano, intitolato al Re di Castiglia e astronomo Alfonso X di Castiglia.

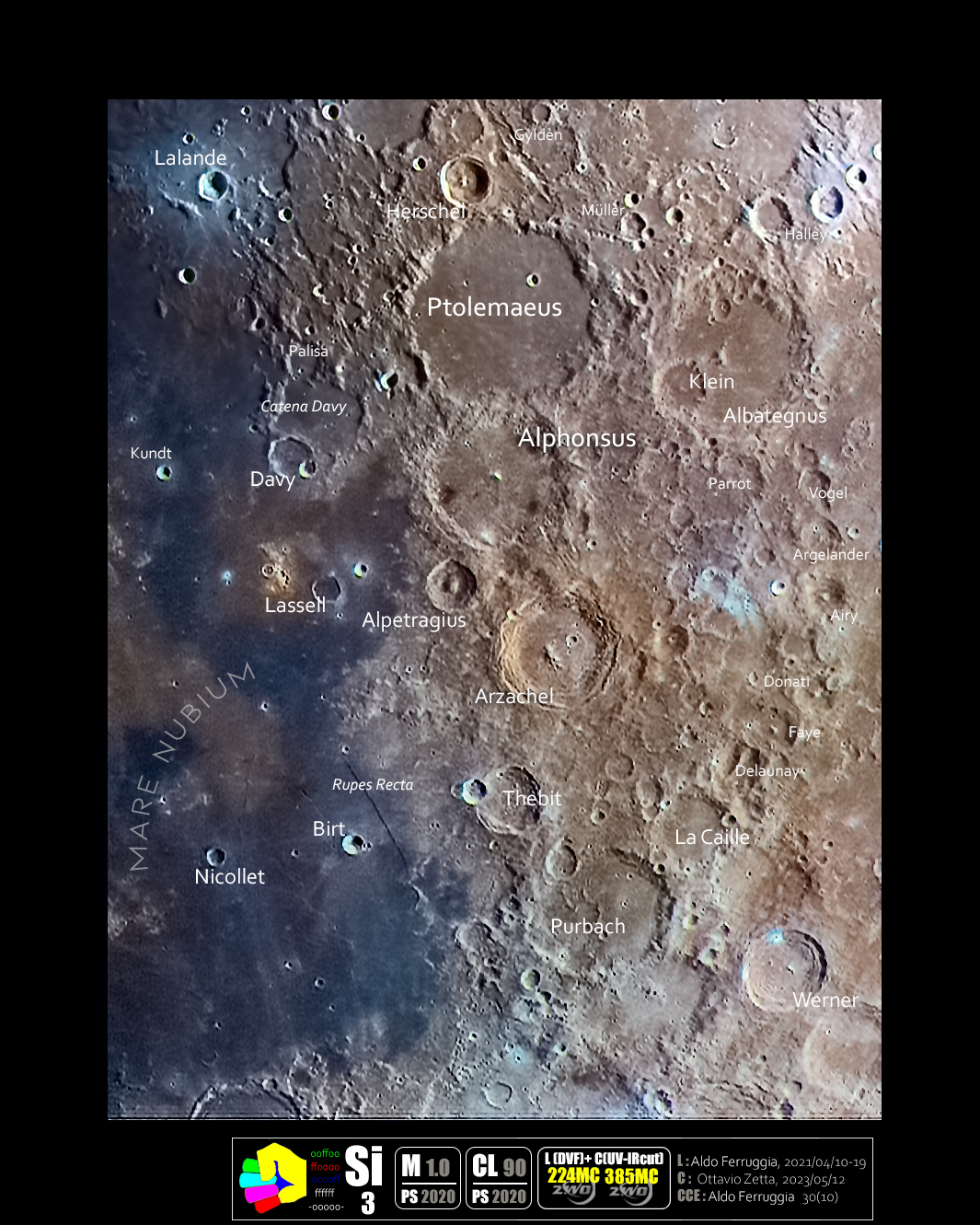
Il cratere con le strutture vicine in una Immagine Selenocromatica(Si)

È situato sul lato orientale del Mare Nubium e parzialmente sovrapposto al cratere Ptolemaeus a nord. A nordovest si trova il più piccolo cratere Alpetragius

## Crateri correlati
Alcuni crateri minori situati in prossimità di Alphonsus sono convenzionalmente identificati, sulle mappe lunari, attraverso una lettera associata al nome.
| Alphonsus | Coordinate           | Diametro (in km) |
| --------- | -------------------- | ---------------- |
| A         | 14°52′12″S 2°16′12″W | 3,6              |
| B         | 13°15′36″S 0°12′00″W | 22,94            |
| C         | 14°24′00″S 4°52′12″W | 3,37             |
| D         | 15°03′S 0°51′W       | 23,7             |
| G         | 12°21′00″S 3°23′24″W | 3,52             |
| H         | 15°37′12″S 0°31′48″W | 7,01             |
| J         | 15°08′24″S 2°30′36″W | 7,9              |
| K         | 12°36′36″S 0°06′36″W | 20,6             |
| L         | 12°01′12″S 3°43′12″W | 3,75             |
| R         | 14°23′24″S 1°55′12″W | 3,01             |
| X         | 14°59′24″S 4°27′36″W | 4,68             |
| Y         | 14°42′36″S 1°55′12″W | 2,6              |